# Gnypeta helenae
Gnypeta helenae es una especie de escarabajo del género Gnypeta, tribu Oxypodini, familia Staphylinidae. Fue descrita científicamente por Casey en 1906.
Se distribuye por Canadá, en Columbia Británica, Alberta y Ontario y en los Estados Unidos, en Arizona, Montana, Nuevo México y Oregón. La especie se mantiene activa durante el mes de agosto.